# 廃公 (魯)
伯御（はくぎょ）は、魯の第11代君主。武公の孫で、姫括の子。魯の国人と協力して懿公を殺害し、自立して魯の君主となった。即位して11年、周の宣王が諸侯を率いて魯国を討伐し、伯御を殺害して懿公の弟の称を魯国の君主に立てた。伯御は諡号を贈られず、廃公（はいこう）と呼ばれた。